# Isabel Perón
Isabel Perón, eg. Maria Estela Martínez, född 4 februari 1931 i La Rioja, Argentina, är en argentinsk politiker. Hon var Argentinas president från 1974 till 1976. Hon var världens första kvinnliga president (dock ej världens första kvinnliga statschef eller regeringschef). Hon blev inte vald utan tillträdde mitt under en mandatperiod i sin egenskap av vice president. Hon avsattes i militärkuppen 1976. 

## Biografi
Perón hoppade av skolan efter femte klass. I början av 1950-talet blev hon dansös på en nattklubb och antog namnet Isabel. Hon träffade sin blivande man Juan Perón under hans exil i Panama 1961. Han ingick sitt tredje äktenskap med henne och hon kom på så sätt in i politikens värld. Hon blev vicepresident i Argentina 1973 och övertog presidentposten 29 juni 1974 på grund av Juan Peróns svåra sjukdom. Hon utropades efter hans död 1 juli 1974 till världens första kvinnliga president. 

### Tiden som Argentinas president
Efter sitt tillträde som president fick Isabel Peron ta hand om ett antal politiska och ekonomiska svårigheter: en starkt splittrad peronistisk rörelse, en växande våg av terrorism och en snabbt försämrad ekonomisk situation. Förutom bombningar, kidnappningar och mord av vänstergerillor, inledde den paramilitära högerorganisationen Alianza Americana Anticomunista (AAA) en kampanj för att utrota vänsterterrorister, inklusive medlemmar av peronistgrupper. Med landet på gränsen till total anarki förklarade Isabel Perón belägringstillstånd i november 1974, men krisen i landet fortsatte oavbrutet.
För den argentinska ekonomin var det en besvärlig tid, med stigande inflation, ökande utländska skulder och växande arbetslöshet. Hennes ansträngningar för att begränsa lönerna och införa andra åtstramningsåtgärder för att bekämpa inflationen, som hade stigit till drygt 300 procent i mitten av 1975, mötte hårt motstånd från ledarna för fackföreningarna, som startade en serie dyra och destruktiva strejker som ökade den politiska oron.
Ett annat problem var hennes minister för social välfärd och personlige sekreterare, José López Rega, en gammal peronist och den ledande kraften bakom hennes konservativa politik. Vittnesbörd om hans olagliga ekonomiska verksamhet och hans engagemang i AAA:s verksamhet ledde till att han avgick och flydde i exil, vilket ökadet pressen på president Perón.
Påståenden hade också dykt upp i augusti 1975 om att Perón hade förskingrat stora summor från Cruzada de Solidaridad ("Solidarity Crusade"), en regeringsdriven välgörenhetsorganisation, till sina personliga konton i Spanien. En kongressutredning som inleddes i november på grund av anklagelser om förskingring hade under tiden lett till att hennes återstående stöd i kongressen gått förlorat, vilket ledde till att det näst största partiet i FREJULI-alliansen, centerpartiet Movimiento de Integración y Desarrollo (MID), avgick och delade peronisterna i "Vericalist"- och "Rebell"-fraktioner. Hennes administration fick ytterligare politiska smällar inifrån sitt eget parti genom ett brytningen i december med guvernören i Buenos Aires Victorio Calabró, som förklarade att "vi kommer inte att göra det [till nästa val]" och med inrikesminister Ángel Robledos avgång i januari 1976, hennes ledande lagstiftande och militära stöd.
Unión Cívica Radical, UCR, inledde riksrättsförfaranden mot presidenten i februari med stöd av vänsterperonistfraktionen i kongressen. Nära nederlag, men fortfarande aktivt, sprängde guerillaorganisationen Montoneros en bomb vid arméns högkvarter den 15 mars, varvid en person dödades och 29 skadades. Ledaren för Confederación General Económica, CGE, Julio Broner, lämnade Argentina med sin familj. CGT:s generalsekreterare Casildo Herreras följde efter och meddelade från sin exil att han hade "raderat" sig själv. Ledaren för oppositionens Unión Cívica Radiical, UCR, Ricardo Balbín gjorde ansträngningar för att bilda en kriskommitté med flera partikongresser, men samtidigt hade han ett privat möte i februari med arméns stabschef Videla och sade till honom: "Om du planerar att göra en kupp så snarast möjligt - förvänta dig inga applåder från oss, men inga hinder heller."  Medierna räknade då öppet dagarna till den förväntade statskuppen, och flera tidningar publicerade ledare som krävde att Perón skulle störtas. Även när de gemensamma cheferna bekände sig lojalitet mot La Presidente hade försvarets överkommando redan gett sitt slutgiltiga godkännande till en kupp med kodnamnet 'Operation Aries' när presidenten återvände från sin tjänstledighet i oktober 1975.
Efter att ha arbetat sent på kvällen den 23 mars 1976, i hopp om att avvärja en förnyad lockout, firade Perón sin verkställande assistents födelsedag med personal. Varnad om misstänkta militära övningar gick hon ombord på presidenthelikoptern strax efter midnatt. Den flög henne inte till presidentbostadem Quinta de Olivos utan till en flygbas på närliggande Jorge Newbery Airport, där hon formellt avsattes.

### Fångenskap
Majoriteten av peronisttjänstemännen i de nationella, provinsiella och kommunala regeringarna arresterades omedelbart och många "försvann" permanent under det efterföljande Smutsiga kriget, inklusive många högerperonister  Isabel Perón hade själv husarrest i Villa La Angostura och andra avskilda platser i fem år och skickades så småningom i exil i Spanien i juli 1981. 

### Exil i Spanien
Hon fortsatte att tjäna som officiell chef för sin mans justitialistiska parti tills hon avgick i februari 1985, nästan ett decennium efter hennes fall från makten. Även om det fanns några som önskade att hon skulle återvända och önskade att hon skulle komma tillbaka till makten vägrade hon att vara med i valet till ordförandeskapet när valet slutligen ägde rum 1983. Hon bodde i Madrid och upprätthöll nära band med Francisco Francos familj och åkte ibland till Marbella.
Efter återupprättandet av demokratin i Argentina blev Perón befriad från anklagelser om korruption under sitt presidentskap och återvände i december 1983 som hedersgäst vid president Raúl Alfonsíns invigning och i maj 1984 för att delta i politiska samtal arrangerade av Alfonsín och oppositionsledare. Hon var fortfarande nominellt chef för Juan Peróns Justicialistparti, spelade en konstruktiv roll i samtalen och stödde samarbetet mellan den restituerade CGT-fackföreningen (hennes partis politiska bas) och Alfonsín. Samtalen avslutades med en svag överenskommelse och hon avgick från sin befattning som partiledare. 1988 återvände hon tillfälligt till Argentina för att lösa skiftetvister angående Peróns egendom.

### Arrest i Spanien
Tillfångatagandet i Spanien 2006 av Triple A-dödsgruppstillsynsmannen Rodolfo Almirón, som också hade varit ansvarig för José López Regas och Isabel Peróns personliga säkerhet, belyste omfattningen av Triple A-engagemanget i de tidiga stadierna av det smutsiga kriget.
År 2007 arresterades Perón nära sitt hem i Spanien 12 januari 2007, sedan en domare i Argentina hade krävt hennes vittnesmål, tillsammans med andra ministrar i hennes regering, kring övergrepp och ett ofrivilligt försvinnande i februari 1976, under Peróns presidenttid. Hon anklagades av de argentinska myndigheterna för  av Héctor Aldo Fagetti Gallegos försvinnandet den 25 februari 1976 och för brott relaterade till hennes utfärdande av tre dekret som uppmanade Argentinas armé att ingripa mot "subversiva element". Spanien motsatte sig den 28 mars 2008 att Isabel Perón skulle utlämnas till Argentina. Spaniens nationella domstol avgjorde två gånger att anklagelserna mot henne inte utgjorde brott mot mänskligheten och tillade att preskriptionstiden för anklagelserna upphörde efter 20 år.
Högsta domstolen i Argentina avvisade enhälligt den 21 juni 2017 framställningarna att Isabel Perón skulle förhöras, antingen som vittne eller som svarande.
Isabel Perón lever idag i exil i Madrid i Spanien.